# Phare de Socoa
Der Phare de Socoa (deutsch Leuchtturm Socoa) ist ein Gebäude-Leuchtturm und befindet sich in der Gemeinde Ciboure im Département Pyrénées-Atlantiques in der Region Nouvelle-Aquitaine. Gegenüber der Bucht liegt der Hafen von Saint-Jean-de-Luz, an der Einmündung des Flusses Nivelle.
Der Leuchtturm steht in der Nähe des Semaphor Socoa, der von der Französischen Marine unterhalten wird.

## Geschichte
1844 wurde der gemauerte Turm mit dem Wärterhaus errichtet und im Jahr 1845 in Betrieb genommen.
Der Leuchtturm besteht aus einem quadratischen Turm aus glattem, weiß gestrichenem Mauerwerk. Das Laternenhaus ist schwarz lackiert. Er ist mit dem Wärter-Gebäude aus glattem Mauerwerk mit sichtbaren Fensteraufsätzen aus Stein direkt verbunden. Man erreicht das Laternenhaus von innen über eine Treppe, die zur Plattform führt.

## Besichtigung
Der Leuchtturm ist für Besucher nicht öffentlich zugängig.

## Hafen-Leuchtturm
Im gemeinsamen Hafen von Ciboure und Saint-Jean-de-Luz befindet sich ein Richtfeuer-Paar, das Oberfeuer Phare de Ciboure und das Unterfeuer Phare de Saint-Jean-de-Luz, die 1936 von dem französischen Architekten André Pavlovsky (1891–1961) entworfen wurden und seit dem 8. Oktober 1993 unter Denkmalschutz stehen.